# Old Merchant's House
La Old Merchant's House  es una casa histórica ubicada en Nueva York, Nueva York. La Old Merchant's House se encuentra inscrita como un Hito Histórico Nacional en el Registro Nacional de Lugares Históricos desde el 15 de octubre de 1966.  

## Ubicación
La Old Merchant's House se encuentra dentro del condado de Nueva York en las coordenadas 40°43′40″N 73°59′32″O / 40.727667, -73.992361.